# 俵英三
俵 英三（たわら えいぞう、1957年6月15日 - ）はフラメンコギターリスト。京都府出身。京都府立峰山高等学校、立命館大学産業社会学部卒業。
9歳からクラシックギターの英才教育を受けた。フラメンコギターに出会ったのは立命館大学のギタークラブ時代。1982年、スペイン・セビージャへ移住。日本人旅行者相手にスペイン語通訳兼ガイドをしながら生計を立て、フラメンコギタリストとしてプロデビュー。アンダルシア地方各地のタブラオ、フェスティバル、ライブ、劇場、テレビなどで活躍。
2002年には、ヘレスの大舞台フィエスタ・デ・オトーニョに、2003年には、フェスティバル・デ・ヘレスに、外国人として初めて出演するなどした。
現在は活動の拠点を日本に移し、日本とスペインを往復しながら演奏活動を行っている。